# Go! (映画)
『Go!』（ゴー!）は、2001年の日本映画。サンダンス・NHK国際映像作家賞1999日本部門受賞作品。

## 概要
ピザーラ新宿店でアルバイトをしている高校2年生・西野康助は、ある日配達中に、年上の女性カメラマン・飯塚令子のカメラレンズを壊してしまう。令子は弁償代わりとして、康助が作るピザの宅配を要求。
しかし彼女は、その後に故郷へ帰ってしまっていた。康助は恋心を抱きながら、約束を果たすために、店のジャイロを無断で拝借してピザと保冷剤を乗せ、配達着のまま目的地の長崎へ走り出す。東京から滋賀・大阪・広島・下関・佐賀などでの人々との出会いや苦難を経る、ロードムービー（フィクション作品の現代劇）。

## キャスト
- 西野康助 - 高田宏太郎
- 飯塚令子 - 椋木美羽
- 西野尚美 - 美保純
- 謎のハーレー男 - 山﨑努
- 黒岩大介 - 苅谷俊介
- 黒岩恵美 - 大河内奈々子
- 細村店長 - 伊集院光
- 明 - 山崎裕太
- 牧子 - 小林玲香
- 綾子 - 秋山実希
- 教師 - 森下能幸
- 真木 - 松重豊
- 真由美 - 堀つかさ
- 滋賀の中年男 - 田中要次
- 大阪のヤクザ - 松本竜介
- 大阪の女 - 町野あかり
- 本物の組長 - 寺田農
- 広島店のトシ - 沢木哲
- 尾道の警官 - 光石研
- 長崎店の仁志 - 野村貴志
- 健児 - 川島敦志
- 佐賀県警交通機動隊隊員 - 渡辺裕之
- 隣の女 - 仲野眞由美
- 本物の組員 - 橋沢進一
- 本物の組員 - 佐々木輝之
- 本物の組員 - 久保広宣
- 本物の組員 - 親川幸世
- 本物の組員 - NC赤英
- 本物の組員 - 古屋治男
- 本物の組員 - 藤岡太郎
- 本物の組員 - 岡田典丈
- 本物の組員 - 西川義郎
- 本物の組員 - 原田和年
- 情婦 - 鈴木美穂
- コンパニオン - 石谷舞子
- コンパニオン - 今村千晶
- コンパニオン - 大沢一恵
- コンパニオン - 武藤千春
- 長田の氷屋 - 上田テツ
- 長田の氷屋 - 芥屋香織
- 広島店のバイトたち - 明賀亮二
- 広島店のバイトたち - 西島正和
- 広島店のバイトたち - 黒田浩二
- 広島店のバイトたち - 西興一朗
- 広島店のバイトたち - 稲田博美
- 競輪実況中継 - 大我のぼる
- 大介の亡き妻 - 榎本圭以子
- ダカールの皆さん - ギニー・ビンセント
- ダカールの皆さん - Larmande Adrien
- ダカールの皆さん - Martin Rami
- ダカールの皆さん - 別宮裕美子
- 長崎店のバイトたち - 村上昌也
- 長崎店のバイトたち - 小田太希子
- 長崎店のバイトたち - 遠山義徳
- 長崎店のバイトたち - 白浜隆次
- 長崎店のバイトたち - 白浜涼子
- 長崎店のバイトたち - 飛永有斗
- 長崎店のバイトたち - 池田千秋

※ 節出典

## その他
- 主題歌 - 山崎まさよし『Sleeping Butterfly』[5]
- 特別協力 - 株式会社フォーシーズ PlZZA-LA[6]